# 赤松要
赤松 要（1896年8月7日—1974年12月20日），生於日本福岡縣，經濟學家，被認為是日本經濟政策學的第一人。為雁行理論的創始者。

## 生平
赤松要出身日本久留米藩藩士，他是家中的長男。
1921年畢業於東京商科大學（今一橋大學）經濟學系，至名古屋高等商業學校（今名古屋大學經濟學系）擔任講師。1922年升教授。1939年，擔任東京商科大學（今一橋大學）教授，在東亞經濟系任教。太平洋戰爭期間，任職日本南方軍軍政總監部調查部部長，隨後改任馬來軍政監部調查部長。第二次世界大戰結束後，1946年，回到學校任教。1944年取得東京商科大學經濟學博士。
1955年，成為一橋大學經濟系系主任。1960年，屆齡退休，獲榮譽教授銜。1960年，任明治大學教授。1968年，任拓殖大學教授。
其弟子包括小島清，後滕昭八郎等人。